# Взрыв Boeing 247 над Честертоном
Авиакатастрофа у Честертона 1933 года — авиационная катастрофа, произошедшая 10 октября 1933 года недалеко от Честертона, штат Индиана, США.

## Самолёт
Самолёт Boeing 247 принадлежал американской компании United Airlines. Он имел бортовой номер NC13304, серийный — 1685. Самолёт выполнял трансконтинентальный рейс UA023 из Ньюарка в Окленд с остановками в Кливленде и Чикаго. На борту находились три члена экипажа и четыре пассажира.

## Катастрофа
Boeing 247 вылетел из Кливленда и направлялся в сторону следующей остановки в Чикаго. Во время перелёта самолёт взорвался в воздухе и разбился. Очевидцы на земле сообщили, что слышали взрыв приблизительно в 21:15 и наблюдали самолёт в огне на высоте приблизительно 300 метров. Обломки упали в лесистой местности на ферме. Хвостовая часть находилась в миле от других обломков.

## Расследование
Сдетонировало взрывное устройство, находящееся в багажном отсеке. В основе взрывчатки был нитроглицерин и, по всей вероятности, взрывное устройство было оснащено часовым механизмом.
Мелвин Пёрвис, глава офиса Бюро расследований Соединенных Штатов в Чикаго, говорил: «Наше исследование убедило меня, что трагедия произошла из-за взрыва где-то в области багажного отсека в хвосте самолёта». Всё находящееся перед купе было унесено вперёд, всё находящееся позади — отброшено назад, и вещи по сторонам выбросило наружу.
Следователь, доктор Карл Дэвис из коронерской службы округа Портер (штат Индиана), и эксперты криминалистической лаборатории при Северо-западном университете, рассмотрев улики от крушения, пришли к выводу, что крушение произошло из-за бомбы с нитроглицерином как вероятной взрывчатой действующей силы.
Виновник взрыва найден не был. Дело было закрыто в 1935 году. Катастрофа стала первым в истории зафиксированным и первым доказанным террористическим актом в коммерческой авиации.